# Wołucza
Wołucza falu Lengyelország Łódźi vajdaságának Rawai járásában, Rawa Mazowiecka községhez tartozik több faluval együtt.
Az 1998-as közigazgatási reform előtt, 1975–1998 között a Skierniewicei vajdasághoz tartozott. Gyógypedagógus szülöttjéről és sportklubjáról nevezetes.

## Híres emberek
- Itt született 1888. április 18-án Maria Grzegorzewska gyógypedagógus, akinek tiszteletét emlékműben is megörökítették.